# Sam Farha
Ihsan „Sam” Farha (ur. w 1959 w Bejrucie) – amerykański pokerzysta pochodzenia libańskiego, mieszkający w Houston.

## Początki
Farha przeprowadził się do Stanów Zjednoczonych, kiedy był nastolatkiem, po tym jak w Libanie wybuchła wojna domowa. Po osiedleniu się w Wichita w stanie Kansas w 1977 roku uczęszczał do University of Kansas na kierunku zarządzanie. Po skończeniu szkoły przeniósł się do Houston, żeby pracować ze swoim bratem. Farha pierwszy raz w pokera zagrał w rok po przeprowadzce do Houston i wygrał wtedy kilka tysięcy dolarów. W 1990 roku porzucił swoją pracę, żeby poświęcić pokerowi cały swój czas.

## World Series of Poker
Największa wygrana Farhy padła w World Series of Poker (WSOP) w 2003 roku, kiedy skończył zawody na drugim miejscu za Chrisem Moneymakerem i wygrał 1,300,000 dolarów. W meczu rewanżowym między Farhą a Moneymakerem, zorganizowanym przez PokerStars kilka miesięcy później Farha wygrał. Farha skończył WSOP na miejscu nagradzanym pieniężnie również w 2005 roku.
Farha zdobył też trzy bransolety cyklu WSOP, wszystkie w odmianie Omaha – w 1996 roku z wygraną pieniężną 145,000 dolarów, w 2006, z nagrodą w wysokości 398,560 dolarów i w 2010 roku z wygraną 488,241 dolarów.

## Obecne zajęcia
Farha pracuje nad książką, wstępnie zatytułowaną Luck Is Not Enough (Szczęście to nie wszystko), programami telewizyjnymi związanymi z pokerem i grą.
Pojawia się w telewizji GSN w serii High Stakes Poker.
Do 2006 suma jego wygranych przekroczyła 2 miliony dolarów w turniejach pokerowych, choć jego głównym zajęciem jest gra w Omahę na tzw. „żywą gotówkę”.